# Barbation
Barbation (zm. w 359 r.) – rzymski polityk i dowódca wojskowy z IV wieku n.e. Był zaufanym dworzaninem cesarza Konstancjusza II. W roku 354 r., działając z rozkazu tegoż imperatora, odegrał poważną rolę w uwięzieniu i zamordowaniu cezara Gallusa. Od 355 r. posiadał godność komesa gwardii przybocznej władcy (łac. comes domesticorum).
W 357 r., jako dowódca wojsk pieszych (łac. magister peditum) dowodził w sposób nieudolny 25-tysięcznymi wojskami rzymskimi wysłanymi na polecenie Konstancjusza II do Galii w celu wsparcia działań prowadzonych tam przez Juliana Apostatę. Działał w sposób opieszały, utrudniał Julianowi realizację jego planów wojennych i nie potrafił nawiązać z nim współpracy, poniósł porażkę w walce z Alamanami, po czym wycofał się z powrotem na południe. Zimą z 358 na 359 rok Barbation, na skutek nierozwagi własnej żony, padł ofiarą oskarżenia o chęć uzurpacji władzy cesarskiej, po czym został, wraz z żoną, stracony.